# Sims (Carolina del Nord)
Sims és una població dels Estats Units a l'estat de Carolina del Nord. Segons el cens del 2000 tenia 128 habitants.

## Demografia
Segons el cens del 2000, Sims tenia 128 habitants, 61 habitatges i 38 famílies. La densitat de població era de 380,2 habitants per km².
Dels 61 habitatges en un 21,3% hi vivien nens de menys de 18 anys, en un 45,9% hi vivien parelles casades, en un 9,8% dones solteres, i en un 36,1% no eren unitats familiars. En el 32,8% dels habitatges hi vivien persones soles el 9,8% de les quals corresponia a persones de 65 anys o més que vivien soles. El nombre mitjà de persones vivint en cada habitatge era de 2,1 i el nombre mitjà de persones que vivien en cada família era de 2,54.
Per edats la població es repartia de la següent manera: un 18% tenia menys de 18 anys, un 3,9% entre 18 i 24, un 25% entre 25 i 44, un 35,2% de 45 a 60 i un 18% 65 anys o més.
L'edat mediana era de 46 anys. Per cada 100 dones de 18 o més anys hi havia 90,9 homes.
La renda mediana per habitatge era de 26.250 $ i la renda mediana per família de 29.583 $. Els homes tenien una renda mediana de 24.375 $ mentre que les dones 21.250 $. La renda per capita de la població era de 20.962 $. Cap de les famílies estaven per davall del llindar de pobresa.

## Poblacions més properes
El següent diagrama mostra les poblacions més properes.